# Usit-Ring

Schnittzeichnung eines Usit-Rings mit innen angesetztem Dichtwulst

Einbau einer selbstdichtenden Unterlegscheibe

Ein Usit-Ring ist eine metallische Flachdichtung, bestehend aus einem Tragring aus Stahl mit innen oder außen anvulkanisiertem Dichtwulst. Die selbstdichtenden Unterlegscheiben gehören zu den Gummi-Metall-Verbunddichtungen (englisch Bonded Seal). Sie werden zur statischen Abdichtung von Flanschverbindungen sowie Verschraubungen gegen Überdruck eingesetzt. Der trapezförmige, gummi-elastische Wulst kann innen oder außen am Metallring angebracht sein. „Usit“ ist der Markenname der Carl Freudenberg KG in Weinheim. Ähnliche Produkte sind auch unter der Bezeichnung Dicht- oder Dichtigkeitsunterlegscheibe auf dem Markt.
Der Usit-Ring wurde im Jahre 1981 patentiert, das Patent ist allerdings inzwischen erloschen.

## Einsatzbereiche
Usit-Ringe finden vor allem in der Industrie Anwendung und dort überall, wo hohe Dichtigkeiten gefordert werden oder hoher Druck herrscht. Zu den Anwendungsbereichen zählen
- Automobiltechnik
- Hydraulische und pneumatische Systeme
- Motorentechnik
- Maschinenbau
- Druckbehälterbau
- Fassadenbau

## Technische Eigenschaften
Zu den Eigenschaften von Usit-Ringen zählen
- Selbstverstärkende Abdichtung
- Beständigkeit bei hohem Druck, im Gegensatz zu Kupferringen
- Kraftschlüssige Verbindung

## Konstruktion
Bei abgebildeter Einbauweise können Drücke bis 400 bar, bei Einbau in eine Senkung bis 1000 bar abgedichtet werden. Benötigt wird dafür eine Oberflächenrauigkeit von höchstens Rmax < 15 µm, Ra<3 µm.
Der Einbau sollte mit definiertem Drehmoment (Drehmomentschlüssel) erfolgen.

## Alternativen
- Selbstdichtende Schrauben (O-Ring am Schraubenkopf)[6]